# Guy de Rochechouart
Guy de Rochechouart (mort  en 1460) est un ecclésiastique qui fut évêque de Saintes de 1426 à 1460.

## Biographie
Guy de Rochechouart est le fils de Aimery II de Rochechouart, seigneur de Mortemart, et de Jeanne d'Angle. Il est élu évêque de Saintes le 1er mai 1426.
Pendant son long épiscopat le nouveau prélat qui siège jusqu'en 1460 met en œuvre la réédification de la cathédrale romane de Saintes, consacrée par l'évêque Pierre de Confolens en 1185/1186, sur un plan plus grandiose. Son œuvre sera poursuivie par ses deux successeurs de sa famille Louis et Pierre de Rochechouart. Le nouvel édifice n'était pas encore terminé lors des saccages de 1562 et 1568 perpétrés par les protestants et la flèche du clocher ne sera jamais élevée,.